# Almutadide
Abu Alabas Amade ibne Talha Almuafaque (em árabe: أبو العباس أحمد بن طلحة الموفق; romaniz.: Abū al-ʿAbbās Aḥmad ibn Ṭalḥa al-Muwaffaq; 853/4 ou 860/1 – 5 de abril de 902, mais conhecido por seu nome de reinado Almutadide ou Almutádide Bilá (em árabe: المعتضد بالله; romaniz.: al-Muʿtaḍid bi-llāh; lit. "Buscando Apoio em Deus"), foi o califa do Califado Abássida de 892 até sua morte em 902.
Almutadide era filho de Almuafaque, que foi o regente e governante efetivo do Estado Abássida durante o reinado de seu irmão, o califa Almutâmide. Como príncipe, o futuro Almutadide serviu sob o comando de seu pai durante várias campanhas militares, principalmente na supressão da Revolta Zanje, na qual desempenhou papel importante. Quando Almuafaque morreu em junho de 891, Almutadide o sucedeu como regente e rapidamente deixou de lado seu primo e herdeiro aparente, Almufauade; quando Almutâmide morreu em outubro de 892, ele subiu ao trono. Tal como o seu pai, o poder de Almutadide dependia das suas estreitas relações com o exército. Estas foram forjadas pela primeira vez durante as campanhas contra os zanjes e foram reforçadas em expedições posteriores lideradas pessoalmente pelo califa: Almutadide provaria ser o mais militarmente ativo de todos os califas abássidas. Através da sua energia e capacidade, conseguiu restaurar ao Estado Abássida parte do poder e das províncias que este tinha perdido durante a turbulência das décadas anteriores.
Numa série de campanhas, recuperou as províncias de Jazira, Tugur e Jibal e efetuou uma reaproximação com os safáridas no leste e os tulúnidas no oeste que garantiu seu reconhecimento - embora em grande parte nominal - da suserania califal. Estes sucessos vieram ao custo de orientar a economia quase exclusivamente à manutenção do exército, o que resultou na expansão e ascensão ao poder da burocracia fiscal central e contribuiu à duradoura reputação de avareza do califa. Almutadide era conhecido por sua crueldade ao punir criminosos, e os cronistas subsequentes registraram seu uso extenso e engenhoso da tortura. Seu reinado viu a mudança permanente da capital de volta para Baguedade, onde se envolveu em grandes atividades de construção. Apesar de firme defensor da ortodoxia tradicionalista sunita, manteve boas relações com os álidas e se interessou pelas ciências naturais, renovando o patrocínio califal de acadêmicos e cientistas.
Apesar de seus sucessos, o reinado de Almutadide foi, em última análise, muito curto para efetuar uma reversão duradoura na sorte do califado, e o renascimento que liderou dependeu demais da presença de personalidades capazes no comando do Estado. O breve reinado de seu filho e herdeiro menos capaz, Almoctafi, ainda viu alguns ganhos importantes, notadamente a anexação dos domínios tulúnidas, mas seus sucessores posteriores não tinham energia e novos inimigos apareceram na forma dos carmatas. Além disso, o partidarismo dentro da burocracia, que se tornou aparente durante os últimos anos do reinado de Almutadide, debilitaria o governo abássida nas próximas décadas, eventualmente levando à subjugação do califado por uma série de homens fortes militares, culminando na conquista de Baguedade pelos buídas em 946.

## Vida

### Primeiros anos

Árvore genealógica dos abássidas do século IX

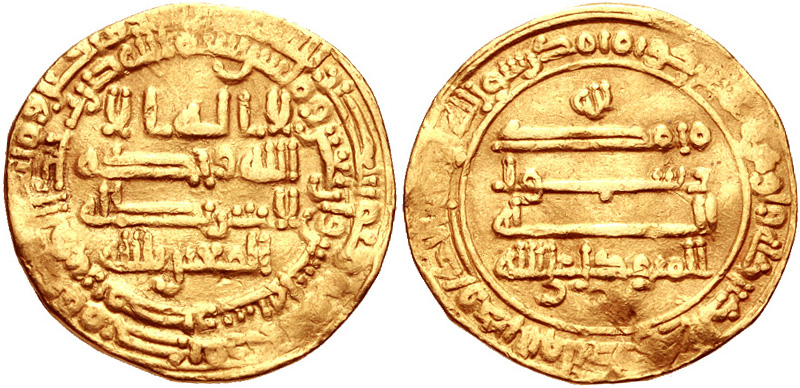
Dinar de ouro de Mutavaquil r.

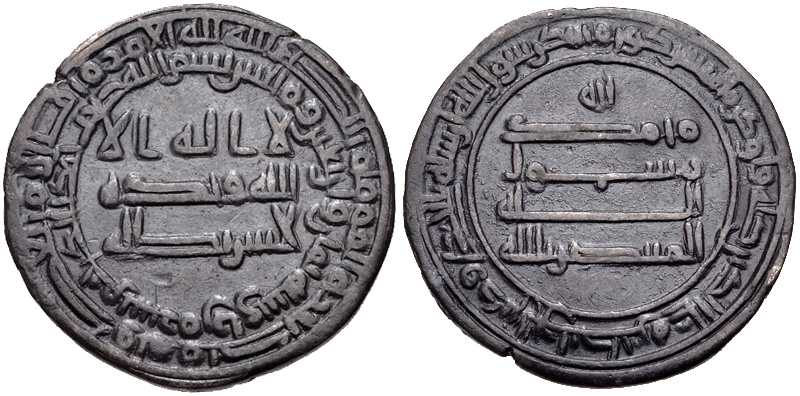
Dirrã de Almontacir r.

Almutadide nasceu Amade, filho de Talha, um dos filhos do califa Mutauaquil (r. 847–861), e uma escrava grega chamada Dirar (falecido em setembro de 891, enterrado em Rusafa). A data exata de seu nascimento é desconhecida; como é registrado como tendo trinta e oito ou trinta e um anos de idade na época de sua ascensão, nasceu por volta de 854 ou 861. Em 861, Mutauaquil foi assassinado por seus guardas turcos em conluio com seu filho mais velho, Almontacir (r. 861–862). Isso deu início a um período de turbulência interna, conhecido como "Anarquia em Samarra", decorrido na capital califal, que terminou em 870 com a ascensão ao trono do tio de Amade, Almutâmide (r. 870–892). O verdadeiro poder, no entanto, residiu na elite dos soldados escravos turcos (gulans) e no próprio pai de Amade, Talha, que, como principal comandante militar do califado, serviu como intermediário entre o governo califal e os turcos. Assumindo o nome honorífico Almuafaque no estilo dos califas, Talha logo se tornou o governante efetivo do califado, posição consolidada em 882 após a tentativa falha de Almutâmide de fugir ao Egito que levou ao seu confinamento em prisão domiciliar.
A autoridade califal nas províncias entrou em colapso durante a "Anarquia em Samarra", com o resultado de que na década de 870 o governo central havia perdido o controle efetivo sobre a maior parte do califado fora da região metropolitana do Iraque. No oeste, o Egito caiu sob o controle do soldado escravo turco Amade ibne Tulune, que também disputou o controle da Síria com Almuafaque, enquanto o Coração e a maior parte do Oriente islâmico foram assumidos pelos safáridas, uma dinastia persa que substituiu os clientes leais dos abássidas, os taíridas. A maior parte da península Arábica também foi perdida para potentados locais, enquanto no Tabaristão uma dinastia radical xiita zaidita assumiu o poder. Mesmo no Iraque, a revolta dos zanjes, escravos africanos trazidos para trabalhar nas plantações do Iraque Inferior (Sauade), ameaçou Baguedade, e mais ao sul os carmatas eram uma ameaça nascente. A regência de Almuafaque foi, portanto, uma luta contínua para salvar o cambaleante califado do colapso. Suas tentativas de recuperar o controle do Egito e da Síria de ibne Tulune falharam, com este último capaz de expandir seu território e obter o reconhecimento como governante hereditário, mas conseguiu preservar o núcleo do califado no Iraque ao repelir a invasão safárida de Iacube ibne Alaite Alçafar (r. 861–879) destinada a capturar Baguedade e subjugar os zanjes após uma longa luta.

### Campanhas contra zanjes e tulúnidas

Jibal e Iraque à época do conflito entre o Califado Abássida e o Império Safárida. As rotas do mapa mostram o percurso e posterior encontro dos exércitos rivais em Dair Alacul

Zonas atacadas e/ou ocupadas pelos zanjes durante a Rebelião Zanje

Foi contra os zanjes que o futuro Almutadide - nesta época geralmente referido pelo seu cúnia de Abu Alabas - adquiriria a sua primeira experiência militar e estabeleceria os estreitos laços militares que caracterizariam o seu reinado. Almuafaque deu a seu filho uma educação militar desde cedo, e o jovem príncipe tornou-se um excelente cavaleiro e um comandante solícito, que demonstrava atenção pessoal ao estado de seus homens e cavalos.
Uma década após a eclosão da revolta em 869, os zanjes conquistaram a maior parte do Iraque Inferior, incluindo as cidades de Baçorá e Uacite, e expandiram-se para o Cuzestão. Em 879, a morte do fundador do Estado Safárida, Iacube Alçafar, permitiu ao governo abássida concentrar totalmente a sua atenção contra a rebelião zanje, e a nomeação de Abu Alabas para comandar em dezembro de 879 10 mil soldados marca o ponto de viragem da guerra. Na longa e difícil luta que se seguiu, que envolveu operações anfíbias nos pântanos da Mesopotâmia, Abu Alabas e seu próprio gulans - dos quais Ziraque Aturqui, de longa data, era o mais eminente - desempenharam o papel principal. Embora os exércitos abássidas eventualmente tenham aumentado com reforços, voluntários e desertores zanjes, foram os poucos, mas de elite, gulans que formaram a espinha dorsal do exército, ocupando suas posições de liderança e suportando o peso da batalha, muitas vezes sob o comando pessoal de Abu Alabas. Depois de anos apertando gradualmente o cerco em torno dos zanjes, em agosto de 883 as tropas abássidas invadiram sua capital, Almoctara, pondo fim à rebelião. Um relato detalhado da guerra por um ex-rebelde zanje, preservado na história escrita por Tabari, enfatiza o papel de Almuafaque e Abu Alabas como os heróis que, em defesa do Estado muçulmano em apuros, suprimiram o rebelião; a campanha bem-sucedida tornar-se-ia uma ferramenta importante no seu esforço de propaganda para legitimar a sua usurpação de facto do poder do califa.
Após a morte de ibne Tulune em maio de 884, os dois generais califais Ixaque ibne Cundaje e Maomé ibne Abi Alçaje procuraram tirar vantagem da situação e atacaram os domínios tulúnidas na Síria, mas os seus ganhos iniciais foram rapidamente revertidos. Na primavera de 885, Abu Alabas foi enviado para assumir o comando da invasão. Logo conseguiu derrotar os tulúnidas e forçá-los a recuar à Palestina, mas depois de uma briga com ibne Cundaje e ibne Abi Alçaje, os dois últimos abandonaram a campanha e retiraram suas forças. Na Batalha de Tauaim em 6 de abril, Abu Alabas confrontou pessoalmente o filho e herdeiro de ibne Tulune, Cumarauai. O príncipe abássida foi inicialmente vitorioso, forçando Cumarauai a fugir, mas foi derrotado e fugiu do campo de batalha, enquanto grande parte de seu exército foi feito prisioneiro. Após esta vitória, os tulúnidas expandiram seu controle sobre a Jazira e as terras fronteiriças (o Tugur) com o Império Bizantino. Seguiu-se um acordo de paz em 886, pelo qual Almuafaque foi forçado a reconhecer Cumarauai como governador hereditário do Egito e da Síria durante 30 anos, em troca de um tributo anual. Nos anos seguintes, Abu Alabas esteve envolvido nas tentativas malsucedidas de seu pai de arrancar Pérsis do controle safárida.

### Prisão e ascensão ao trono

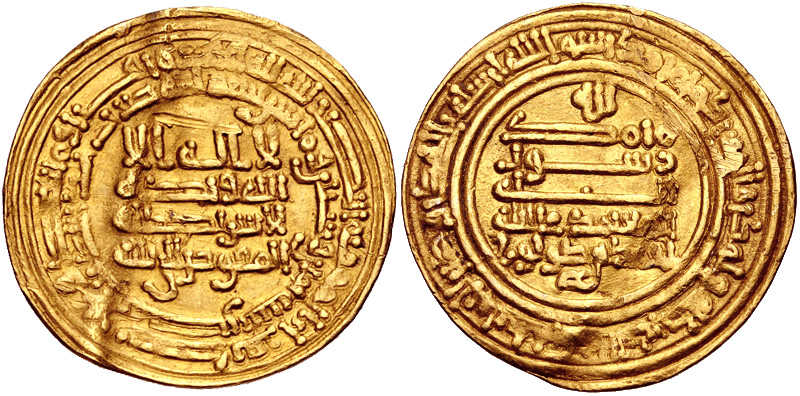
Dinar de Amade ibne Tulune r.

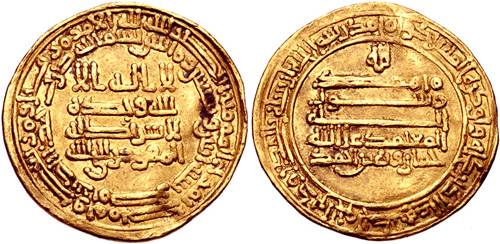
Dinar de Cumarauai r.

Durante este período, as relações entre Abu Alabas e seu pai deterioraram-se, embora a razão não seja clara. Já em 884, os gulans de Abu Alabas se rebelaram em Baguedade contra o vizir de Almuafaque, Saíde ibne Maclade, possivelmente por causa de salários não pagos. Eventualmente, em 889, Abu Alabas foi preso e colocado na prisão por ordem de seu pai, onde permaneceu apesar das manifestações dos gulans leais a ele. Aparentemente, permaneceu preso até maio de 891, quando Almuafaque retornou a Baguedade após dois anos em Jibal.
Almuafaque, que sofria de gota, estava claramente à beira da morte; o vizir Ismail ibne Bulbul e o comandante da cidade de Baguedade, Abu Alçacre, chamaram Almutâmide e seus filhos, incluindo o herdeiro aparente Almufauade, à cidade, na esperança de explorar a situação para seus próprios propósitos. Esta tentativa de marginalizar Abu Alabas falhou devido à sua popularidade entre os soldados e o povo comum. Ele foi libertado para visitar o leito de morte de seu pai e pôde assumir imediatamente o poder quando Almuafaque morreu em 2 de junho. A turba de Baguedade saqueou as casas de seus oponentes e ibne Bulbul foi demitido e jogado na prisão, onde morreu devido a maus-tratos depois de alguns meses. Destinos semelhantes aguardavam qualquer um dos apoiadores de ibne Bulbul que fossem capturados pelos agentes de Abu Alabas.
Agora "todo-poderoso", Abu Alabas sucedeu a seu pai em todos os seus cargos, com o título de Almutadide Bilá e uma posição na linha de sucessão após o califa e Almufauade. Dentro de alguns meses, em 30 de abril de 892, Almutadide removeu totalmente seu primo da sucessão. Assim, quando Almutâmide morreu em 14 de outubro de 892, Almutadide assumiu o poder como califa.

### Reinado
O orientalista Harold Bowen descreveu Almutadide na sua ascensão da seguinte forma:
| “ | [...] na aparência, ereto e magro; e em sua cabeça havia uma pinta branca, que, como pintas brancas não eram admiradas, ele costumava tingir de preto. Sua expressão era altiva. Em caráter, era corajoso — uma história foi contada sobre ele ter matado um leão com apenas uma adaga. [...] ele havia herdado toda a energia de seu pai e cultivado uma reputação de ação rápida. | ” |

Assim como seu pai, o poder de Almutadide repousava em suas relações próximas com os militares. Como escreveu o historiador Hugh N. Kennedy, "chegou ao trono, essencialmente, como um usurpador [...] não por qualquer direito legal, mas por causa do apoio de seu gulans, que garantiu não apenas que ele se tornasse califa, mas também que seus rivais no exército fossem humilhados e dissolvidos". Assim, não surpreendentemente, as atividades militares consumiam seu interesse, especialmente porque geralmente liderava seu exército pessoalmente em campanha. Isso garantiu sua reputação como um califa-guerreiro e campeão da fé islâmica gazi); como comenta o historiador Michael Bonner, "[o] papel de 'califa gazi', inventado por Harune Arraxide e aprimorado por Almotácime, agora tinha seu maior desempenho, na campanha incansável de Almutadide". Desde o início de seu reinado, o novo califa se propôs a reverter a fragmentação do Califado Abássida, uma meta à qual trabalhou com uma mistura de força e diplomacia. Embora um militante ativo e entusiasmado, também era "um diplomata habilidoso, sempre preparado para fazer concessões com aqueles que eram poderosos demais para derrotar", de acordo com Kennedy.

#### Política externa

##### Relação com os tulúnidas
Esta política tornou-se imediatamente evidente na atitude conciliatória que o novo califa adotou em relação ao seu vassalo mais poderoso, o Reino Tulúnida. Na primavera de 893, Almutadide reconheceu e reconfirmou Cumarauai em seu cargo como emir autônomo sobre o Egito e a Síria, em troca de um tributo anual de 300 mil dinares e mais 200 mil dinares em atraso, bem como o retorno ao controle califal das duas províncias jaziranas de Diar Rebia e Diar Mudar. Para selar o pacto, Cumarauai ofereceu sua filha, Catre Anada ("Gota de Orvalho") como noiva de um dos filhos do califa, mas Almutadide escolheu se casar com ela. A princesa tulúnida trouxe consigo um milhão de dinares como dote, um "presente de casamento que foi considerado o mais suntuoso da história árabe medieval" (Thierry Bianquis). Sua chegada a Baguedade foi marcada pelo luxo e extravagância de sua comitiva, que contrastava fortemente com a empobrecida corte califal. De acordo com uma história, após uma busca completa, o eunuco chefe de Almutadide conseguiu encontrar apenas cinco castiçais ornamentados de prata e ouro para decorar o palácio, enquanto a princesa estava acompanhada por 150 servos, cada um carregando um castiçal. Então, Almutadide teria dito "venha, vamos nos esconder, para que não sejamos vistos em nossa pobreza".
Por outro lado, todo o caso pode ter sido deliberadamente planejado por Almutadide como uma "armadilha financeira", já que o enorme dote quase levou o tesouro tulúnida à falência. Além da honra de estarem ligados à dinastia califal, os tulúnidas receberam pouco em troca: Catre Anada morreu logo após o casamento, e o assassinato de Cumarauai em 896 deixou o Estado tulúnida nas mãos instáveis dos filhos menores de idade do falecido. Almutadide rapidamente aproveitou isso e em 897 estendeu seu controle sobre os emirados fronteiriços do tugur, onde, nas palavras de Michael Bonner, "assumiu, após um longo hiato, a antiga prerrogativa califal de comandar a expedição anual de verão e organizar a defesa contra o Império Bizantino". Além disso, para garantir o reconhecimento califal de sua posição, o novo governante tulúnida Harune ibne Cumarauai (r. 896–904) foi forçado a fazer mais concessões, devolvendo toda a Síria ao norte de Homs e aumentando o tributo anual para 450 mil dinares. Nos anos seguintes, a crescente turbulência doméstica nos domínios tulúnidas restantes e a escalada dos ataques carmatas encorajaram muitos seguidores tulúnidas a desertar ao ressurgente califado.

##### Jazira, Transcaucásia e o fronte bizantino
Na Jazira, o novo califa lutou contra uma variedade de oponentes: ao lado de uma rebelião carijita de quase trinta anos, havia vários magnatas locais autônomos, principalmente o governante xaibanita de Amide e Diar Baquir, Amade ibne Issa Axaibani, e o chefe taglibita Hamadã ibne Hamadune. Em 893, enquanto os carijitas estavam distraídos por disputas internas, Almutadide capturou Moçul dos xaibanitas. Em 895, Hamadã ibne Hamadune foi despejado de suas fortalezas, caçado e capturado. Finalmente, o próprio líder carijita Harune ibne Abedalá foi derrotado e capturado pelo filho de Hamadã, Huceine, em 896, antes de ser enviado para Baguedade, onde foi crucificado. Esta façanha marcou o início de uma carreira ilustre para Huceine nos exércitos califas e a ascensão gradual da família hamadânida ao poder na Jazira. Amade Axaibani manteve Amide até sua morte em 898, sendo sucedido por seu filho Maomé. No ano seguinte, Almutadide retornou à Jazira, expulsou Maomé de Amide e reunificou toda a província sob o controle do governo central, instalando seu filho mais velho e herdeiro, Ali Almoctafi, como governador.
Almotadide foi incapaz, no entanto, de restaurar o controle efetivo do califa ao norte da Jazira na Transcaucásia, onde a Armênia e o Azerbaijão permaneceram nas mãos de dinastias locais virtualmente independentes. Ibne Abi Alçaje, que agora era o governador califal do Azerbaijão, proclamou-se independente por volta de 898, embora logo tenha reconhecido novamente a suserania do califa durante seus conflitos com os príncipes armênios cristãos. Quando morreu em 901, foi sucedido por seu filho Deudade, marcando a consolidação da dinastia sájida semi-independente na região. Em 900, suspeitou-se que ibne Abi Alçaje tenha conspirado para tomar a província de Diar Mudar com a cooperação dos notáveis de Tarso, após o que o califa vingativo ordenou que fosse preso e a frota da cidade queimada. Esta decisão foi uma desvantagem autoinfligida na guerra de séculos contra o Império Bizantino; nas últimas décadas, os tarsianos e sua frota desempenharam um papel importante nos ataques contra as províncias fronteiriças bizantinas. Enquanto uma frota síria sob o comando do bizantino convertido ao islamismo Damião de Tarso saqueou o porto de Demétrias por volta de 900, e as frotas árabes continuariam a causar estragos no mar Egeu nas duas décadas seguintes, os bizantinos foram fortalecidos em terra por um influxo de refugiados armênios, como Melias. Os bizantinos começaram a expandir seu controle sobre as regiões fronteiriças, marcando vitórias e fundando novas províncias (temas) na antiga terra de ninguém entre os dois impérios.

##### Oriente e os safáridas
No Oriente islâmico, o califa foi forçado a reconhecer a realidade da dominação dos safáridas e estabeleceu um modus vivendi com eles, talvez esperando, de acordo com Kennedy, aproveitá-lo numa parceria análoga à que os taíridas haviam desfrutado em décadas anteriores. Consequentemente, o governante Safárida Anre ibne Alaite foi reconhecido em sua posse de Coração e da Pérsia Oriental, bem como Fars, enquanto os abássidas deveriam exercer controle direto sobre a Pérsia Ocidental, ou seja, Jibal, Rei e Ispaã. Esta política deu ao califa carta branca para recuperar os territórios dos duláfidas, outra dinastia local semi-independente, que estavam centrados em Ispaã e Niavande. Quando o duláfida Amade ibne Abedalazize ibne Abi Dulafe morreu em 893, Almutadide agiu rapidamente para instalar seu filho Almoctafi como governador em Rei, Gasvim, Qum e Hamadã. Os duláfidas foram confinados à sua região central em torno de Caraje e Ispaã, antes de serem depostos completamente em 896. No entanto, o domínio abássida sobre esses territórios permaneceu precário, especialmente devido à proximidade dos Emirado Zaidita no Tabaristão, e em 897 Rei foi entregue ao controle safárida.
A parceria abássida-safárida no Irã foi mais claramente expressa em seu esforço conjunto contra o general Rafi ibne Hartama, que havia estabelecido sua base em Rei e representava uma ameaça aos interesses tanto do califa quanto dos safáridas na região. Almutadide enviou Amade ibne Abedalazize para capturar Rei de Rafi, que fugiu e fez causa comum com os zaiditas do Tabaristão num esforço para capturar o Coração dos safáridas. No entanto, com Anre mobilizando os sentimentos antiálidas da população contra ele e a assistência esperada dos zaiditas falhando em se materializar, Rafi foi derrotado e morto na Corásmia em 896. Anre, agora no auge de seu poder, enviou a cabeça do rebelde derrotado para Baguedade, e em 897 o califa transferiu o controle de Rei para ele. A parceria finalmente entrou em colapso depois que Almutadide nomeou Anre como governador da Transoxiana em 898, que era governada por seus rivais, os samânidas. Almutâmide encorajou Anre deliberadamente a confrontar os samânidas, apenas para Anre ser esmagadoramente derrotado e feito prisioneiro por eles em 900. O governante samânida, Ismail ibne Amade, enviou-o acorrentado para Baguedade, onde foi executado em 902, após a morte de Almutadide. Almutadide, por sua vez, conferiu os títulos e governos de Anre a Ismail ibne Amade. O califa também se moveu para recuperar Fars e Carmânia, mas o remanescente safárida sob o neto de Anre, Tair, provou ser suficientemente resiliente para frustrar as tentativas abássidas de capturar essas províncias por vários anos. Foi somente em 910 que os abássidas conseguiram reconquistar a cobiçada província de Fars.

##### Ascensão do sectarismo e da fragmentação na periferia
No curso do século IX, uma série de novos movimentos emergiram, baseados em doutrinas xiitas, que substituíram o carijismo como o foco principal para oposição aos regimes estabelecidos. Obtiveram seus primeiros sucessos na periferia do Império Abássida: a tomada zaidita no Tabaristão foi repetida em 897 no Iêmem. Sob Almutadide, um novo perigo apareceu mais perto das áreas metropolitanas do califado: os carmatas. Uma seita radical ismailita fundada em Cufa por volta de 874, os carmatas eram originalmente um incômodo esporádico e menor no Sauade (Baixo Iraque), mas seu poder cresceu rapidamente para proporções alarmantes após 897. Sob a liderança de Abuçaíde Aljanabi, eles tomaram Barém em 899 e no ano seguinte derrotaram um exército califal sob Alabas ibne Anre Alganaui. Nos anos seguintes à morte de Almutadide, os carmatas "provariam ser os inimigos mais perigosos que os abássidas enfrentaram desde a época dos zanjes" (Kennedy). Ao mesmo tempo, um missionário ismaelita cufano, Abu Abedalá Axii, fez contato com os cutamas berberes durante uma peregrinação a Meca. Seus esforços de proselitismo fizeram rápido progresso entre eles, e em 902, começou ataques ao Emirado Aglábida da Ifríquia, clientes dos abássidas. Sua conquista foi concluída em 909, estabelecendo as fundações do Califado Fatímida.

#### Governo doméstico

##### Políticas fiscais
O exército abássida, seguindo as reformas de Almotácime, era uma força de combate menor e mais profissional do que os exércitos califais do passado. Embora tenha se mostrado eficaz militarmente, também representava um perigo potencial à estabilidade do regime abássida: recrutado entre turcos e outros povos da periferia do califado e das terras além, foi alienado da sociedade das terras centrais do califado, com o resultado de que os soldados eram "inteiramente dependentes do estado não apenas por dinheiro, mas para sua própria sobrevivência" (Kennedy). Como resultado, qualquer falha do governo central em fornecer seu pagamento resultava numa revolta militar e uma crise política; isso foi repetidamente demonstrado durante a Anarquia em Samarra. Consequentemente, garantir o pagamento regular do exército tornou-se a principal tarefa do estado. Segundo Kennedy, com base num documento do tesouro da época da ascensão de Almutadide: 
| “ | do total de gastos de 7 915 dinares por dia, cerca de 5 121 são inteiramente militares, 1 943 em áreas (como animais de montaria e estábulos) que serviam tanto militares quanto não militares e apenas 851 em áreas como a burocracia e o harém que podem ser descritas como verdadeiramente civis (embora, mesmo neste caso, o principal propósito dos burocratas pareça ter sido providenciar o pagamento do exército). Parece razoável concluir que algo em torno de 80 por cento das despesas governamentais registradas foram dedicadas à manutenção do exército. | ” |

Ao mesmo tempo, a base fiscal do califado encolheu drasticamente depois que tantas províncias pagadoras de impostos foram perdidas do controle do governo central. O governo califal agora dependia cada vez mais da receita do Sauade e de outras áreas do Baixo Iraque, que estavam testemunhando um rápido declínio na produtividade agrícola devido à interrupção das guerras civis e à negligência da rede de irrigação. No reinado de Harune Arraxide (r. 786–809), o Sauade havia fornecido uma receita anual de 102 500 000 dirrãs, mais que o dobro da receita do Egito e três vezes a da Síria; no início do século X, fornecia menos de um terço desse valor. A situação foi ainda mais agravada pelo fato de que nas províncias restantes, governadores semiautônomos, nobres e membros da dinastia foram capazes de estabelecer latifúndios virtuais, auxiliados pelo sistema de mucata (muqāṭa'a), uma forma de locação fiscal em troca de um tributo fixo, que muitas vezes deixavam de pagar. Para maximizar sua receita do território restante para eles, os abássidas aumentaram a amplitude e a complexidade da burocracia central, dividindo as províncias em distritos tributáveis menores, bem como aumentaando o número de departamentos fiscais (divãs), o que permitiu uma supervisão rigorosa tanto da coleta de receitas quanto das atividades dos próprios funcionários.
Para combater essa crise fiscal, o califa frequentemente se dedicava pessoalmente à supervisão da receita, adquirindo uma reputação, de acordo com F. Malti-Douglas, de "um espírito de economia, beirando a avareza"; Dizia-se que "examinava contas insignificantes que um plebeu desprezaria considerar" (Harold Bowen). Multas e confiscos se multiplicaram sob seu governo, com a receita resultante, juntamente com a renda do domínio da coroa e até mesmo uma parte dos impostos provinciais, fluindo para a bolsa privada do califa (baite almal alcassa; bayt al-māl al-khāṣṣa). Este último adquiriu agora um papel de liderança entre os departamentos fiscais e frequentemente detinha mais dinheiro do que o tesouro público (baite almal alama; bayt al-māl al-ʿāmma). No final do reinado de Almutadide, a bolsa privada, antes vazia, conteria dez milhões de dinares. Por outro lado, numa medida destinada a aliviar a carga tributária dos fazendeiros, em 895 o califa mudou o início do ano fiscal do Ano-Novo persa em março para 11 de junho — que ficou conhecido como Nairuz Almutadide (Nayrūz al-Muʿtaḍid), o "Ano-Novo de Almutadide" — então o imposto territorial (caraje) era agora recolhido após a colheita e refletia os rendimentos reais, em vez das estimativas normalmente pouco confiáveis anteriores.